# Odontostomum
Odontostomum é um género monoespecífico de plantas com flor pertencente à família Tecophilaeaceae, cuja única espécie é Odontostomum hartwegii.